# Zbyszewice (Miętno)
Zbyszewice – przysiółek osady Miętno w Polsce, położony w województwie zachodniopomorskim, w powiecie goleniowskim, w gminie Nowogard.
W latach 1975–1998 przysiółek należał administracyjnie do województwa szczecińskiego.